# Prvenstvo Crne Gore u vaterpolu 2006./07.
Prvenstvo Crne Gore u vaterpolu 2006/07.

## Sudionici
(popis nepotpun)
Sudionici su bili "Primorac" iz Kotora, "Jadran CKB" iz Herceg-Novog, "Budvanska rivijera" iz Budve, "Bijela" iz Bijele, "Val" iz Prčnja.

## Rezultati
- poluzavršnica doigravanja

Kotor, ... svibnja: Primorac - Budv.rivijera 

Budva, 18. svibnja: Budv.rivijera - Primorac 7:5 (0:2, 2:1, 4:1, 1:1) 

Kotor, 20. svibnja: Primorac - Budv.rivijera 15:10 (5:2,4:2,2:2,4:4)
- završnica doigravanja

Igalo 25. svibnja: Jadran (HN) - Primorac 5:9

Kotor 28. svibnja: Primorac - Jadran (HN) 8:7 (2:1,2:2,2:1,2:3)
Prvak Crne Gore za sezonu 2006/07. je kotorski "Primorac".

## Konačni poredak
1. Primorac
2. Jadran (Herceg-Novi)
3. Budvanska rivijera
4. Val (Prčanj)
5. Bijela